# Jay Dinshah
Hom Jay Dinshah (Nueva Jersey, 2 de noviembre de 1933 - 8 de junio de 2000) fue un activista estadounidense del veganismo y defensor de la higiene natural, fundador y presidente de la Sociedad Vegana Estadounidense y director de su publicación, la revista Ahimsa (1960-2000).

## Biografía
H. Jay Dinshah nació en el barrio de Franklin Township, en el condado de Gloucester (Nueva Jersey, Estados Unidos), donde vivió toda su vida. Su padre era ciudadano estadounidense de ascendencia parsi nacido en la India, y su madre, ciudadana estadounidense de ascendencia alemana. Vegetariano de toda la vida, Dinshah se hizo vegano en 1957. Fue con motivo de la vista a un matadero de Filiadelfia en 1957, junto con su hermano menor, Noshervan, cuando prometió "trabajar todos los días hasta que cierren todos los mataderos". En 1960 se casó con la inglesa Freya Smith. Tuvieron dos hijos, Daniel Dinshah y la escritora y atleta Anne Dinshah.
En 2000, Dinshah murió de un ataque al corazón a los 66 años, tras una vida dedicada a promover el veganismo y la ética de la ahimsa, la inofensividad dinámica. La Unión Vegetariana Internacional (IVU) rindió homenaje a Dinshah en su número de IVU News de octubre de 2000 12]. Ese mismo año, se le concedió póstumamente el Premio Mankar Memorial durante el Congreso Vegetariano Mundial de 2000, celebrado en Toronto, Ontario, Canadá.

## Activismo vegano
Dinshah fundó la American Vegan Society a principios de 1960, y más tarde ese mismo año (agosto) se casó con la inglesa Freya Smith. Freya, cuyos padres eran activos en The Vegan Society (de Gran Bretaña), contribuyó al crecimiento temprano de la American Vegan Society y es la presidenta de la American Vegan Society en la actualidad. La Sociedad Vegana Americana tiene su sede en Málaga, Nueva Jersey, en una parcela de terreno llamada "SunCrest", o "Centro Educativo SunCrest". Durante la vida de Dinshah, la Sociedad Vegana Americana se caracterizó por la publicación y divulgación vegana, conferencias veganas anuales, archivo vegano, inspiración espiritual, proporcionar a la gente una experiencia de vida vegana, demostraciones de preparación de comida vegana, mantenimiento de un pequeño jardín vegano y una extensa red de contactos. Dinshah fue presidenta de la American Vegan Society y editora de su publicación, la revista Ahimsa (1960-2000).